# Sofia Pozdneakova
Sofia Pozdneakova (n. 17 iunie 1997, Novosibirsk, Regiunea Novosibirsk, Rusia) este o scrimeră rusă, medaliată olimpică. A participat la o ediție a Jocurilor Olimpice (2020) în care a câștigat două medalii de aur.